# مسجد كامبونج بينانجونج
مسجد كامبونج بينانجونج يقع المسجد في منطقة كامبونج بينانجونج، والتي تقع على بعد حوالي ثمانية كيلومترات من بيكان توتونج قي بروناي .

## البناء
تم البدء في بناء مسجد كامبونج بينانجونج في الثلاثين من شهر مارس من عام 1983، على موقع أرض تبلغ مساحتها 02،35 فدان، وانتهت أعمال البناء في التاسع عشر من شهر نوفمبر عام 1983، مع نفقات بلغت 686،423.00 دولار .

## الافتتاح
افتتح مسجد كامبونج بينانجونج رسميا من قبل الحاج محمد يوسف بن خريج الحاج عبد الرحيم، زذلك في يوم الجمعة الخامس من شهر رجب من عام 1404 هـ الموافق السادس من شهر أبريل من عام 1984 .

## استيعاب المسجد
بلغت قدرة المسجد الاستيعابية حوالي 500 مصلي في وقت واحد.